# Hawker Typhoon
|  | Denne artikel omhandler kampflyet fra 2. Verdenskrig. For det moderne, multinationale jetkampfly, se Eurofighter Typhoon. |
Hawker Typhoon (engelsk for "tyfon") er en 1-motors britisk jagerbomber, bygget af Hawker Aircraft Limited. Den var designet til at afløse Hawker Hurricane-jagerflyet, men den tykke vinge gav større luftmodstand i højden. Det skyldes at lydens hastighed er lavere i den tynde luft. Hawker Typhoon var udmærket i lave højder, og RAF havde mange opgaver i lave højder. RAF udførte bombetogter mod Frankrig, Holland og Belgien for at nedslide de tyske tropper i Vesteuropa. Det foregik i lav højde, for ikke at blive set på radaren. Typhoons eskorterede bombeflyene, og Luftwaffe mistede adskillige jagerfly.
Focke-Wulf Fw 190-jagerbombere foretog nålestiksangreb i skumringen på de engelske kanalhavne, og blev mødt af Typhoons. Ligheden med Fw 190 gjorde at allierede luftværnsskytter ofte beskød Typhoon. Løsningen var at male sorte og hvide striber på undersiden af vingerne, noget der senere blev brugt af alle allierede fly i Operation Overlord.
Typhoon kunne bære en større våbenlast, og var mere robust i forhold til Spitfiren, så den blev brugt mod tyske panserkolonner og troppetransporter, der var beskyttet af antiluftskyts. I 1944 blev Typhoon også brugt mod de ubemandede V-1-'krydsermissiler'.
Typhoon fik kælenavnet Tiffy af landtropperne, og er primært kendt for sin rolle i kampene på vestfronten efter D-dagen i 1944, især ved Falaise-lommen i august 1944. De otte RP-3-raketter svarede til en bredside fra en af Royal Navys krydsere.

## Udvikling
Hawkers chefkonstruktør Sydney Camm havde gode erfaringer med Rolls-Royce-motorer: Hawker Fury havde en Rolls-Royce Kestrel V12-motor og blev det første 200 mph-jagerfly, og Hawker Hurricane havde en Rolls-Royce Merlin V12-motor og blev det første 300 mph-jagerfly. Derfor var det naturligt at Hawkers næste jagerfly skulle udstyres med en Rolls-Royce 24-cylindret Vulture X-motor. Flyet fik navnet Hawker Tornado og fløj første gang d. 6. oktober 1939. I tilfælde af at Rolls-Royce-fabrikkerne ikke kunne levere motorer nok, havde Camm en reserveplan med Napier & Sons 24-cylindrede Sabre H-motor. Dette fly fik navnet Hawker Typhoon og fløj første gang d. 24. februar 1940.
Vulture-motoren var et problembarn og Rolls-Royce havde ikke ressourcer til at ordne problemerne. Avro Manchester-bombeflyet havde to Vulture-motorer, men A.V. Roe udskiftede dem til fire velfungerende Rolls-Royce Merlin, og kaldte flyet for Lancaster. Tilsvarende opgav Sydney Camm Tornadoen og fokuserede på Typhoonen.
Produktionen af Hawker Typhoon blev udskudt efter Frankrigs fald i juni 1940, da Hawkerfabrikkerne skulle koncentrere sig om at fremstille højtflyvende Hurricane-jagere til Slaget om England. Produktionen af Typhoon blev genoptaget i maj 1941, men halen knækkede af ved flere lejligheder, og op til 20 piloter mistede livet. Halesektionen tog tid at forstærkes, så Typhoon kom først i kamp i sommeren 1942, især ved Slaget ved Dieppe. Typhoon skulle være sværere bevæbnet end Hawker Hurricanes otte 7,7 mm-maskingeværer: Typhoon Mk. IA havde tolv 7,7 mm-maskingeværer, mens Typhoon Mk. IB fik fire 20 mm-maskinkanoner. Erfaringerne fra Slaget om England i 1940 gjorde at man indstillede produktionen af Typhoon IA efter 105 fly, resten af de 3330 fremstillede Typhoons var Mk. IB.

## Tempest
I august 1941 begyndte Hawker Aircraft Ltd. at udvikle Typhoon Mk. II. For at løse Typhoons kompressibilitetsproblemer udviklede man en tyndere vinge, der også var elliptisk a la Spitfirens. Den nye vinge havde mindre plads til benzin, så en ekstra benzintank i kroppen forlængede Typhoon II med 53 cm. Typhoon II fik derfor også en større halefinne.
I juni 1942 fik Typhoon II betegnelsen Tempest ((engelsk): storm, uvejr), og man overvejede flere motortyper. Tempest V anvendte Napier Sabre IIB og fløj første gang d. 2. september 1942, Tempest I med Napier Sabre IV fløj første gang d. 24. februar 1943, og Tempest II med Bristol Centaurus stjernemotoren fløj d. 28. juni 1943. Tempest III og IV skulle have været fløjet med Rolls-Royce Griffon V12-motorer, men de forlod aldrig tegnebrættet.
Da produktionen af Napier Sabre IIB var mere fremskreden, gik Tempest V i produktion. Den kom i kamp i begyndelsen af 1944, og der blev fremstillet 1149 eksemplarer. Tempest II med stjernemotorer blev sat i produktion for at indgå i Tiger Force, der skulle deltage i invasionen af Japan i 1945.